# Reino de Gampola
El Reino de Gampola (en cingalés: ගම්පොළ) fue una ciudad y antigua entidad política que existió en el siglo XIV en la actual Sri Lanka.

## Historia
Gampola es una ciudad situada cerca de Kandy en la Provincia Central de Sri Lanka. La ciudad fue hecha capital de la isla por el rey Buwanekabahu IV, que gobernó durante cuatro años a mediados del siglo XIV. El rey Buwanekabahu IV (hijo del rey Vijayabahu V) subió al trono después de su padre y desplazó la capital de Kurunegala a Gampola, en 1344 con el apoyo del general Senalankadhikara. 
Después de su muerte, su hermano, el rey Parakramabahu V (1353 - 1359), que reinaba desde Dedigama, ascendió al trono y se mudó a Gampola. Fue destronado por el hijo del rey Buwanekabahu IV, el rey Vikramabahu III (1359 - 1374) y enviado a Malaya.
El rey Vikramabahu III llevó la reliquia del diente de Buda a Gampola y celebró fiestas en honor de esta sagrada reliquia. Construyó un santuario en Niyamgampaya en Gampola y el templo de roca 'Gadaladeniya Viharaya'. Mientras tanto, la familia cingalesa 'Alagakkonara' llegó a ser más poderosa que el rey, ya que ayudaron a derrotar a 'Araya Chakravarthi', un gobernante tamil que se había apoderado del trono del país del norte.
El último rey de Gampola fue Buwanekabahu V que gobernó la isla durante 29 años. Al mismo tiempo, el rey 'Weerabahu II' gobernó Raigama de 1392 a 1397. El rey 'Vijayabahu VI' (1397-1411), de la familia Alagakkonara, arrebató el trono al rey Weerabahu II. El embajador chino Zheng He, que no estaba contento con el cambio de manos, se llevó cautivo al rey Vijayabahu VI a China en el año 1411. 
Al reino de Gampola le sucedió el reino de Kotte. Una ciudad separada fue construida en Kotte durante este tiempo por un noble conocido como Alagakkonara.

## Arte del período Gampola
Existen muchos templos budistas pertenecientes a la era Gampola, destacando el 'Lankatilaka Vihara' y el 'Ambekke dewalaya'.
También el diseño de las sandakada pahanas (piedras lunares) características de Sri Lanka cambió bastante radicalmente respecto al período de Polonnaruwa.